# Plumbon
Plumbon est une ville d’Indonésie située dans l'ouest de l'île de Java, dans le kabupaten de Cirebon. Elle a le statut de kecamatan et est divisée en 15 desas (villages ou quartiers). En 2005, elle avait 167 200 habitants.